# Ácido lipoico

(RS)-5-(1,2-Dithiolan-3-yl)pentanoic acid / (RS)-liponic acid.

Ácido lipóico é um composto organosulfurado derivado do ácido octanóico que contém dois átomos de enxofre (em C6 e C8) vicinais ligados por uma ligação dissulfídica. O átomo de carbono em C6 é quiral portanto a molécula possui dois enantiômeros. Apenas o enantiômero  R-(+)- existe na natureza é é um cofator essencial de quatro enzimas mitocondriais complexas. O ácido lipóico é ainda responsável por estimular a biossíntese de uma enzima do nosso organismo que exerce também uma marcada acção neutralizadora dos radicais livres, a glutatião peroxidase. Esta enzima neutraliza um dos radicais livres mais agressivos para a pele, o radical peróxido, transformando-o em água. Pensa-se que o ácido lipóico tem também um papel importante no metabolismo do organismo, mais particularmente na produção de energia.

## Doenças

### Acidúria malônica e metilmalônica combinada (CMAMMA)
Na doença metabólica acidúria malónica e metilmalónica combinada (CMAMMA) devida à deficiência de ACSF3, a síntese mitocondrial de ácidos gordos (mtFASII), que é a reação precursora da biossíntese do ácido lipóico, está comprometida. O resultado é um grau reduzido de lipoilação de enzimas mitocondriais importantes, como o complexo piruvato desidrogenase (PDC) e o complexo α-cetoglutarato desidrogenase (α-KGDH). A toma de um suplemento de ácido lipóico não restabelece a função mitocondrial.